# موتور الله‌بخش شه‌بخش
موتور الله‌بخش شه‌بخش روستایی در دهستان چشمه زیارت بخش مرکزی شهرستان زاهدان استان سیستان و بلوچستان ایران است.

## جمعیت
بر پایه سرشماری عمومی نفوس و مسکن در سال ۱۳۹۵ جمعیت این روستا ۱۲۷ نفر (۲۹خانوار) بوده‌است.